# Go for it!/雨の終わる場所
「go for it!/雨の終わる場所」（ゴー・フォー・イット!/あめのおわるばしょ）は、1993年9月9日にリリースされたDREAMS COME TRUEの13thシングル（両A面シングル）。

## 概要
- DREAMS COME TRUEが、1993年にリリースした唯一のシングルとなる。
- 「決戦は金曜日」に続き、シングル2作目のミリオンセラーを記録。

## 収録曲
1. go for it!
作詞：吉田美和 / 作曲：吉田美和, 中村正人 / 編曲：中村正人
  - 吉田が初めて出演した'93 秋  資生堂”レシェンテ”CMソング、映画「7月7日、晴れ」挿入歌。
  - 2018年にSUBARU「インプレッサ」のCMソングに「〜VERSION’18〜」として新録されたものが起用された。
2. 雨の終わる場所
作詞：吉田美和 / 作曲：中村正人 / 編曲：中村正人

## 収録アルバム
go for it!
- MAGIC(1993年12月4日)
- BEST OF DREAMS COME TRUE(1997年10月1日、非公式アルバム)
- DREAMANIA DREAMS COME TRUE 〜SMOOTH GROOVE COLLECTION〜 (2004年1月9日)
- DREAMS COME TRUE THE ウラBEST! 私だけのドリカム (2016年7月7日)

雨の終わる場所
- MAGIC
- DREAMS COME TRUE THE ウラBEST! 私だけのドリカム